# كوشة نما
كوشة نما هي قرية في مقاطعة كوهسرخ، إيران. يقدر عدد سكانها بـ 480 نسمة بحسب إحصاء 2016.